# Émeutes (film)
Pour plus de détails, voir Fiche technique et Distribution.
Émeutes (titre original : Frisco Kid) est un film américain en noir et blanc réalisé par Lloyd Bacon, sorti en 1935.

## Synopsis
San Francisco, années 1850. Lors de son voyage vers les mines d'or de Californie, le marin Bat Morgan manque de mourir. Lorsqu'il tue Shanghai Duck, il devient un héros. Il devient le riche propriétaire d’un casino. Il est alors accusé de meurtre.

## Fiche technique
- Titre original : Frisco Kid
- Titre français : Émeutes
- Réalisation : Lloyd Bacon
- Scénario : Warren Duff, Seton I. Miller
- Direction artistique : John Hughes
- Costumes : Orry-Kelly
- Photographie : Sol Polito
- Montage : Owen Marks
- Musique : Bernhard Kaun
- Production : Samuel Bischoff
- Société de production : Warner Bros.
- Société de distribution : Warner Bros.
- Pays de production :  États-Unis
- Langue originale : anglais
- Format : noir et blanc — 35 mm — 1.37:1 — son : mono
- Genre : aventure
- Durée : 77 minutes
- Dates de sortie :
  - États-Unis : 30 novembre 1935
  - France : 30 mars 1936
- Affiche : Joseph Koutachy (France)

## Distribution

### Acteurs principaux
- James Cagney : Bat Morgan
- Margaret Lindsay : Jean Barrat
- Ricardo Cortez : Paul Morra
- Lili Damita : Belle
- Donald Woods : Charles Ford
- Barton MacLane : Spider Burke
- George E. Stone : Solly
- Joe King : James Daley
- Addison Richards : Coleman
- Robert McWade : Juge Crawford
- Joseph Crehan : McClanahan
- Robert Strange : Graber
- Joe Sawyer : Slugs Crippen
- Fred Kohler : Shanghai Duck
- Edward McWade : Tupper
- Claudia Coleman : Jumping Whale
- John Wray : Belette

### Acteurs secondaires
- Don Barclay : l'ivrogne (non crédité)
- Wade Boteler non crédité)
- Helene Chadwick (non crédité)
- Wong Chung : Chung (non crédité)
- Jack Curtis : Capitaine (non crédité)
- William Desmond : le défenseur (non crédité)
- John T. Dillon : deuxième policier (non crédité)
- Robert Dudley : chef justicier (non crédité)
- Jim Farley (non crédité)
- Lew Harvey : dealer (non crédité)
- William Holmes : deuxième homme (non crédité)
- Edward Keane (en) : entrepreneur (non crédité)
- Milton Kibbee : homme de la boutique (non crédité)
- Alice Lake (non crédité)
- Edward LeSaint : entrepreneur (non crédité)
- Walter Long (non crédité)
- Wilfred Lucas : premier policier (non crédité)
- Charles Middleton : orateur (non crédité)
- Edmund Mortimer : premier homme (non crédité)
- James C. Morton (non crédité)
- Jessie Perry : Ellen, la femme de ménage (non crédité)
- Lee Phelps : deuxième guet (non crédité)
- Dick Rush : chef justicier (non crédité)
- Harry Seymour : vendeur (non crédité)
- Frank Sheridan : Mulligan, le geôlier (non crédité)
- Landers Stevens : docteur (non crédité)
- Eddie Sturgis : Rat Face (non crédité)
- Estelle Taylor (non crédité)
- Harry Tenbrook : justicier (non crédité)